# Grace Chiumia
Grace Chiumia, là một chính trị gia người Malawi hiện giữ chức Giáo dục Dân sự Gia đình trong Nội các Malawia, kể từ ngày 24 tháng 10 năm 2017. Trước cuộc hẹn hiện tại, bà từng là Bộ trưởng Bộ Nội vụ và An ninh Nội bộ trong Nội các Malawian, từ ngày 6 tháng 9 năm 2016 đến ngày 24 tháng 10 năm 2017.

## Sự nghiệp
Chiuma là một y tá y tế và điều phối viên sốt rét đến từ Mzuzu. Bà được bầu vào Quốc hội để đại diện cho quận Nkhata Bay West tại cuộc tổng tuyển cử tháng 5 năm 2009. Bà được đặt biệt danh là "Obama" vào năm 2008 bởi những cử tri bầu cử cho bà khi bà là người phụ nữ đầu tiên điều hành đại diện cho họ. Bà thành công thắng cử trước tám người đàn ông.
Năm 2010, Chiumia tham dự khóa huấn luyện của MP Voluntary Service Overseas ở Pretoria để hỗ trợ các nghị sĩ thể hiện rõ hơn các vấn đề xung quanh việc thực thi chính sách về HIV và AIDS.
Chiumia được bổ nhiệm làm Bộ trưởng Thể thao và Văn hóa vào tháng 8 năm 2015, Bà được bổ nhiệm làm Bộ trưởng Bộ Nội vụ và An ninh Nội bộ trong nội các của Tổng thống Peter Mutharika vào tháng 9 năm 2016. Cô là bộ trưởng trẻ nhất trong Nội các Malawia. Bà cũng là phó chủ tịch chính phủ và là phó tổng thư ký của đảng cầm quyền của Đảng tiến bộ dân chủ.
Vào tháng 11 năm 2016, Chiumia phải đối mặt với các cuộc biểu tình từ cư dân Karonga về việc tái phân bổ của trại tị nạn Dzaleka đến Katili.

## Cuộc sống cá nhân
Chiumia trở thành góa phụ vào năm 2004. Sau khi gặp Reverend Fred Garry từ Watertown Giáo hội Presbyterian Đầu tiên ở tiểu bang New York, bà bắt đầu tạo dựng Women of Grace Widows' Fund. Bà kết hôn với Sam Chirwa vào tháng 7 năm 2011.